# 생방송 오늘 원주입니다
생방송 오늘 원주입니다는 KBS원주 1라디오에서 평일 오후 5시 5분부터 오후 5시 58분까지 방송되는 시사교양 프로그램이다.

## 진행
- 추인혜 리포터

## 역대 방송시간
| 방송 채널       | 방송 기간                          | 방송 시간                  |
| --------------- | ---------------------------------- | -------------------------- |
| KBS원주 1라디오 | 2004년 10월 18일 ~ 2005년 4월 29일 | 평일 오후 4:10 ~ 오후 4:58 |
| KBS원주 1라디오 | 2005년 5월 2일 ~ 2006년 4월 21일   | 평일 오후 3:10 ~ 오후 3:58 |
| KBS원주 1라디오 | 2007년 4월 16일 ~ 2010년 12월 31일 | 평일 오후 3:10 ~ 오후 3:58 |
| KBS원주 1라디오 | 2006년 4월 24일 ~ 2007년 4월 13일  | 평일 오후 2:30 ~ 오후 3:58 |
| KBS원주 1라디오 | 2011년 1월 3일 ~ 2018년 9월 28일   | 평일 오후 5:10 ~ 오후 5:58 |
| KBS원주 1라디오 | 2018년 10월 1일 ~ 현재             | 평일 오후 5:05 ~ 오후 5:58 |